# Colonie (biologie)
Pour les articles homonymes, voir Colonie.

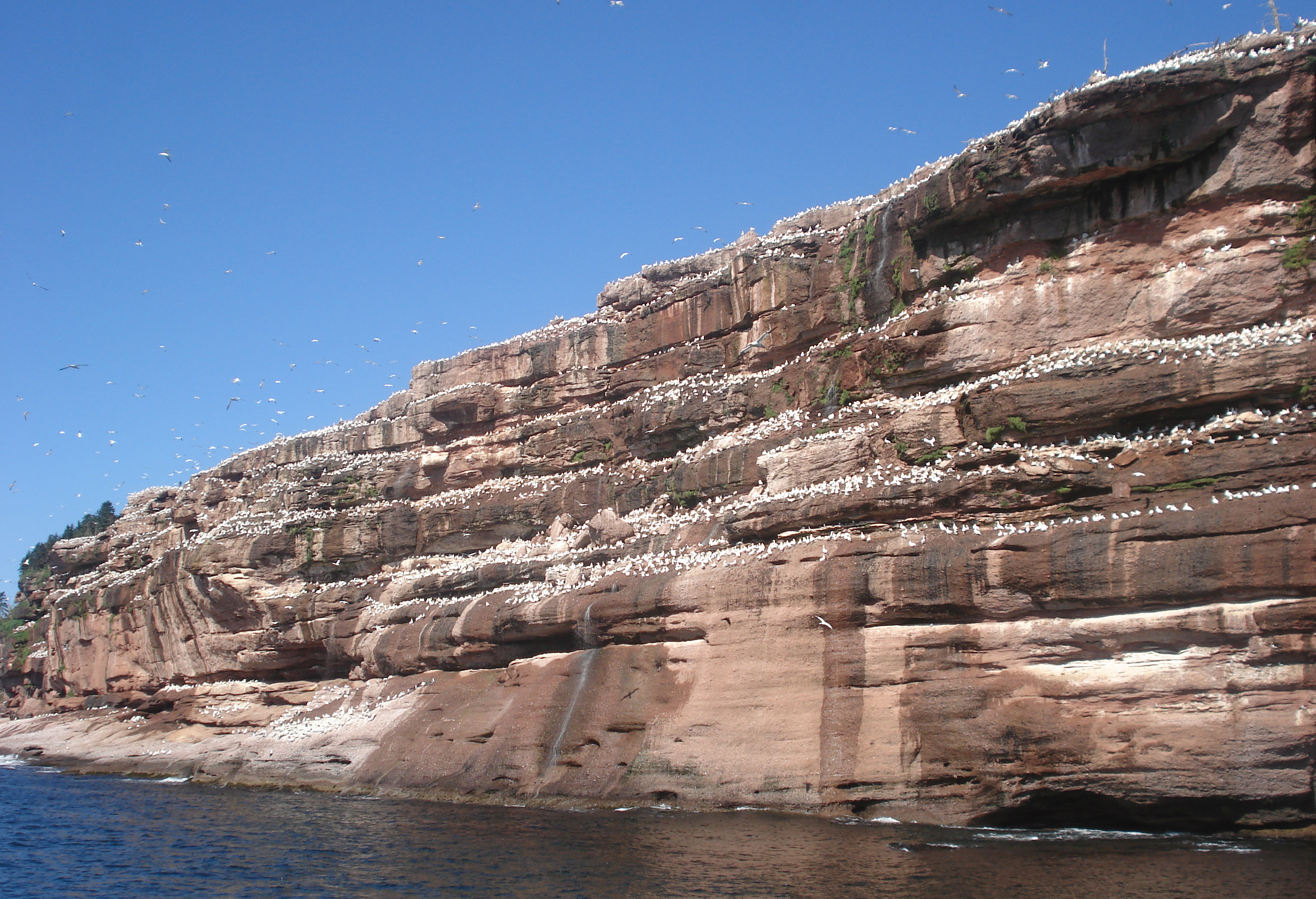
Colonie de Fous de Bassan sur les falaises de l'île Bonaventure.

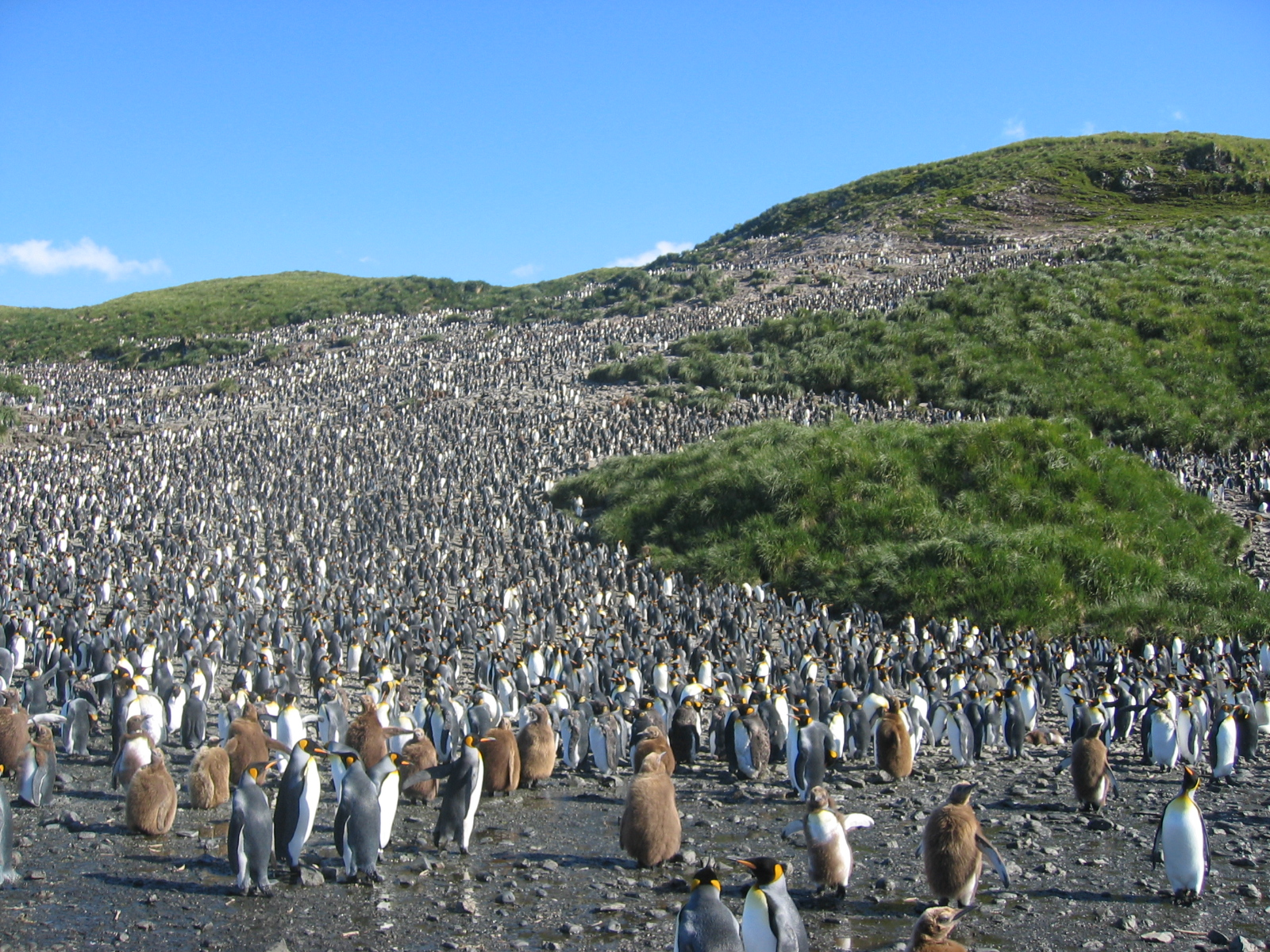
Une grande colonie de 60 000 couples de Manchots royaux (Aptenodytes patagonicus) dans la plaine Salisbury en Géorgie du Sud.

En biologie, une colonie (du latin colonia) est un groupe d'organismes individuels appartenant à la même espèce, vivant rassemblés selon un mode de vie particulier. En général, la vie en colonie leur apporte des avantages tels que de plus fortes défenses, la possibilité de s'attaquer à des proies plus importantes, etc.
Certains insectes (fourmis et abeilles, par exemple) ne vivent qu'en colonies. La galère portugaise (une espèce de cnidaire) est un exemple de colonie formée de quatre types de polypes différents. 
Une colonie d'organismes monocellulaires est appelée aussi organisme colonial. L'organisme colonial fut probablement la première étape vers la constitution d'organismes multicellulaires au cours de l'évolution. La différence entre un  organisme multicellulaire et un organisme colonial est que les organismes individuels appartenant à une colonie sont capables de survivre par eux-mêmes s'ils en sont séparés, ce qui est strictement impossible pour les cellules d'un organisme multicellulaire (par exemple les cellules du foie). Les algues de type Volvox sont un exemple de cas limite entre ces deux situations.
En introduisant le concept de mosaïque, c'est-à-dire de système où "le tout laisse une autonomie à ses parties", Georges Chapouthier a proposé le passage de l'organisme individuel à la colonie par l'application de deux principes généraux, qui gèrent l'accroissement de complexité dans le vivant : "juxtaposition" d'entités identiques, puis "intégration" de ces entités dans des structures plus complexes, dont elles constituent alors des parties. Ces deux principes peuvent s'appliquer aussi bien aux organismes multicellulaires qu'aux colonies de polypes ou d'insectes sociaux et aux sociétés de primates.
Une colonie bactérienne est définie comme un groupe de micro-organismes vivant à la surface ou à l'intérieur d'un milieu de culture solide, généralement cultivés à partir d'une cellule unique.